# Корнуолл (город, Онтарио)
Корнуолл (англ. Cornwall) — город в округе Стормонт, Дандас и Гленгарри канадской провинции Онтарио. Был назван в честь Георга IV, носившего титул герцога Корнуольского.
Согласно переписи 2006 г., численность жителей составила 45 965 человек, из которых английский язык был родным для 64,2 %, французский для 27,2 %.